# Теодор Тарановски
Теодор Тарановски (Плоњск, 12/24. мај 1875 — Београд, 23. јануар 1936) био је руски правник и историчар који је након Руске револуције емигрирао у Краљевену Срба, Хрвата и Словенаца где је наставио своје научно стваралаштво. Отац је филолога Кирила Тарановског.

## Детињство и младост
Рођен је у мешовитој руско-пољској породици. Завршио је гимназију у Варшави и Правни факултет Руског универзитета. Професори су му били и чувени изучаваоци јужнословенског права Теодор Леонтовић и Теодор Зигељ. Прве научне радове објавио је још као студент. Магистар је постао 1899. и постављен је на место доцента на Катедри енциклопедије права варшавског универзитета.

## Научни рад
Почетни успеси младог научника омогућили су му да предаје на више универзитета. Редовни професор постао је са 36 година након што је објавио монументално дело Догматика позитивног државног права у Француској за време старог режима. Понуду министра просвете да постане професор Петроградског универзитета одбио је уз образложење да не жели угледно место без претходног избора. Професор овог факултета постао је тек 1917. године.
Од 1920. до 1936. године био је професор на Правном факултету у Београду где је систематски испитавао српско средњовековно право нарочито Душанов законик. Није подлегао романтичарском заносу због чланова овог законика који су наизглед осликавали изузетно напредно друштво (рад Начело законитости у Законику цара Стефана Душана). Чланове који стављају закон изнад цара види више као одраз владарско-правне идеологије него одраз правне праксе. Бавио се упоређивањем различитих правних споменика средњовековног словенског права. Српској правној прошлости посветио је капитално дело Историја српског права у немањићкој држави. Међу његовом рукописном заоставштином налази се и довршена монографија о Душановом законику.
За редовног члана Српске краљевске академије изабран је 1932. године.